# Börner-Eisenacher
Die Börner-Eisenacher GmbH ist ein mittelständischer Produzent von Fleischprodukten aus Südniedersachsen („Göttinger Stracke“). Börner-Eisenacher ist der größte Biosalami-Hersteller in Deutschland. Das Unternehmen wurde 1884 gegründet und befindet sich seit vier Generationen in Familienbesitz.

## Geschichte
Christian Börner aus Hersfeld gründete 1884 eine Schlachterei in Göttingen. Bereits 1890 wurde in der Innenstadt eine erweiterte Betriebsstätte bezogen. Das entstandene städtebauliche Ensemble heißt noch heute „Börnerviertel“. Produziert wurden in erster Linie Gänseleber-Pastete, Kalbs- und Trüffelleberwurst, Fleischrotwurst und Teewurst. Bereits vor der Wende zum 20. Jahrhundert nahm der Betrieb erfolgreich an nationalen Qualitätsschauen – beispielsweise der Allgemeinen deutschen Ausstellung für Nahrungs- und Genussmittel 1893 in Braunschweig – teil. Die Gänseleber-Pastete wurde deutschlandweit vertrieben. Börners Schwiegersohn Edmund Heidtmann übernahm 1912 die Geschäftsleitung.
Zweite Wurzel der heutigen Börner-Eisenacher GmbH ist die im Jahre 1898 vom Thüringer August Eisenacher in Göttingen gründete Fleischerei Eisenacher. Bekannt wurde die Fleischerei durch die im Winter hergestellte „Göttinger Mettwurst“. 1935 übergab August Eisenacher sein Geschäft an seinen ältesten Sohn Walter Eisenacher. Nach dem Tode Walter Eisenachers 1945 übernahm sein damals 17-jähriger Sohn Walter Eisenacher jun. das Geschäft. 1964 eröffnete Eisenacher eine neue Produktionsstätte im Göttinger Industriegebiet.
Die Börner-Eisenacher GmbH entstand 1978 durch Übernahme der Firma Börner durch die Firma Eisenacher. Die gesamte Produktion wurde in der Produktionsstätte im Göttinger Industriegebiet zusammengefasst. 1991 zog sich Walter Eisenacher jun. in den Beirat zurück und übergab die Geschäftsleitung seinem Sohn Frank-Walter Eisenacher. 1991 betrug der Umsatz rund 25 Mio. Mark, 2008 bei 110 Mitarbeitern 36 Millionen Euro, davon entfielen etwa 20 % auf dem Umsatz mit Bio-Wurst. Die Bio-Produkte machten im Jahr 2017 fast die Hälfte des Umsatzes aus, im Jahr 2018 waren es mehr als 50 %. Im Rahmen eines Management-Buy-out übernahm Benjamin Krieft, seit 2013 im Unternehmen und seit 2018 Co-Geschäftsführer, als Gesellschafter das Unternehmen zum 1. Januar 2023 von Frank-Walter Eisenacher.
Börner-Eisenacher konnte sich am nationalen Lebensmittelmarkt über die Vertriebsschiene Discounter etablieren. Das bekannteste Produkt ist die Göttinger Stracke, eine luftgetrocknete Mettwurst, die bundesweit vertrieben wird und deren größter Hersteller das Unternehmen ist. Seit 2011 ist die Produktbezeichnung Göttinger Stracke europaweit geschützt. Börner-Eisenacher produziert vor allem auch Fleischwaren, die als Discounter-Handelsmarke vertrieben werden (z. B. GutBio, bio-Smiley). Börner-Eisenacher konnte die Discounter auch vom Trend zu Bioprodukten überzeugen und wurde damit der erste Hersteller, der Biosalami für den Harddiscount herstellte.
Im Jahr 2009 wurde das Unternehmen als eines von zwei Produzenten von Konsumgütern als eines der 100 innovativsten Unternehmen des deutschen Mittelstands ausgezeichnet. Als Beispiel für Innovationen wird die Entwicklung einer Mettwurst zitiert, die ohne Nitritpökelsalz, Lactose, Gluten und Geschmacksverstärker auskommt. Das Unternehmen hatte sich bereits zum zweiten Mal in dem Wettbewerb platzieren können. Es wurde mit zahlreichen DLG-Prämierungen für unterschiedliche Wurstspezialitäten für die hohe Qualität der Produkte ausgezeichnet. Börner-Eisenacher wurde wiederholt mit dem Titel „Kulinarischer Botschafter Niedersachsens“ ausgezeichnet. Auch im Bereich der Entwicklung von fettarmen „Wellness-Linien“ zeigte sich Börner-Eisenacher innovativ.